# メディカ出版
株式会社メディカ出版（メディカしゅっぱん、MEDICUS SHUPPAN,Publisher Co.Led）は、1977年に創業した出版社。
本社は、大阪府大阪市淀川区宮原3丁目4番30号（ニッセイ新大阪ビル16階）である。
東京オフィスは、東京都港区芝公園1丁目2番6号である。

## 概要
- 元々、看護分野での出版を開始したため、現在でも医学、看護などの医療系分野を専門とする出版社である。セミナー開催やメールマガジンの発行なども行っている。
- 感染制御関連では、CDCのガイドラインの和訳集が刊行されており、感染制御学分野では重要な学術教材となっている。
- 看護基礎教育教科書『ナーシング・グラフィカ』全42巻を刊行。2011年度より授業サポートツール『ナーシング・グラフィカ アドバイザ』を教員向けにダウンロードサービスしている。
- 医療従事者向けDSソフトシリーズを7点刊行している。医療・看護領域の教材としては革命的である。
- 看護基礎教育教科書『ナーシング･グラフィカ』全42巻と動画教材約340点を1台のiPadに集約したデジタル看護教科書『デジタル ナーシング･グラフィカ』を2012年に刊行（特許第5587357号・第5596068号を取得）。

## 事業内容
1. 学術用書籍・専門誌の出版

2. 同DVD・アプリなどのデジタルコンテンツの制作、販売

3. 同各種セミナー・研究会の開催

4. 上記にかかわる一切の業務

## 主な刊行物

### 1. 雑誌
- ナース向け
  - ペリネイタルケア（月刊）
  - ブレインナーシング（月刊）
  - オペナーシング（月刊）
  - ネオネイタルケア（月刊）
  - ハートナーシング（月刊）
  - エマージェンシー・ケア（月刊）
  - インフェクションコントロール（月刊）
  - 透析ケア（月刊）
  - 消化器外科ナーシング（月刊）
  - 泌尿器Care&Cure Uro-Lo（隔月刊）
  - 整形外科看護（月刊）
  - 眼科ケア（月刊）
  - 呼吸器ケア（月刊）
  - 糖尿病ケア（月刊）
  - ナーシング・ビジネス（月刊）
  - リハビリナース（隔月刊）
  - 産業保健と看護（隔月刊）
  - YORi-SOU　がんナーシング（隔月刊）

- ドクター向け
  - 脳神経外科速報（月刊）
  - インフェクションコントロール（月刊）
  - バスキュラー・ラボ（2013年度 休刊）
  - サーキュレーション・アップ・トゥ・デート（2013年度 休刊）
  - 整形外科サージカルテクニック（隔月刊）
  - 眼科グラフィック（隔月刊）

- 薬剤師向け
  - クリニカル・ファーマシスト（2013年度 休刊）

- 栄養士向け
  - ニュートリションケア（月刊）

- 在宅医療従事者向け
  - 医療と介護Next（隔月刊・2015年1月創刊）

### 2. 教科書・参考書・国家試験対策
- ナーシング・グラフィカ（全42巻）
- ジーサプリ
- 各種国家試験対策問題集・参考書 （ 看護師・助産師・管理栄養士ほか ）
- 看護師国試直前対策ブック （ デルカン、公衆衛生・関係法規・社会福祉・直前α、まんてんGET !　など ）
- メディカコンクール（保健師・看護師国家試験合格トータルサポートプログラム：模擬試験 全7種類、e-Learning）
- ディクショナリー （ 臨床英略語ほか ）
- デジタル ナーシング・グラフィカ （ iPad専用アプリ・特許第5587357号、第5596068号を取得しました）
- 看護師国試対策 合格パプリ （ iOS・Androidアプリ ）

など

### 3. 書籍
看護・医学・栄養・薬学・介護分野など　多数

### 4. 視聴覚教材
臨床医学・看護系DVD、eラーニング　など

### 5. アプリ
- iOS・Androidアプリ「らくらく心電図トレーニング」（日英版）
- iOS端末対応ユニバーサルアプリ「ねころんで読めるCDCガイドライン3部作まるっとアプリ」
- iOSアプリ「ナース・研修医のための　超凝縮　くすり事典」
- iOS・Androidアプリ「Medi Pass スペイン語・英語・日本語・中国語・ポルトガル語　医療用語辞書」

など